# Мифы Элиды

## Введение
Мифология Элиды не очень богата. Вторжение дорийцев с севера, из Этолии, примерно в конце XII в. до н. э. в мифологической традиции представлено как возвращение героя Оксила, чей предок Этол некогда переселился в Этолию из Элиды.
Пелоп не создал династию в Элиде, и миф об Эномае и Пелопе не связан с родословными других правителей Элиды.
Уже Гомер указывает на существование в Элиде нескольких царей:

Вслед вупрасийцы текли и народы священной Элиды,
Жители тех областей, что Гирмина, Мирзин приграничный.
И утес Оленийский, и холм Алезийский вмещают:
Их предводили четыре вождя, и десять за каждым
Быстрых неслось кораблей, с многочисленной ратью эпеян.
Сих устремляли на бой Амфимах и воинственный Фалпий:
Первый Ктеатова отрасль, второй Акторида Эврита;
Тех предводителем шествовал храбрый Диор Амаринкид;
Вождь их четвертый был Поликсен, небожителю равный,
Доблестный сын Агасфена, народов царя Авгеида.
(Гомер. Илиада II 615—624, перевод Н. И. Гнедича)
Основные боги:
- Посейдон. Очень важная фигура. Отец Элея, Диктиса, Кавкона, Актора и Авгия (версия), Эврита и Ктеата. Его возлюбленным выступает Пелоп.
- Зевс. Сражает молнией Салмонея. Отец Эндимиона (версия), Этола (версия), Аэфлия (версия).
- Гелиос. По версии, отец Авгия.
- Гермес. Отец Миртила, а также некоего Гиганта.
- Дионис. Отец Наркея. Введено поклонение ему.
- Аполлон. Связан с мифом об Иаме, а также о Дафне и Левкиппе.
- Арес. Отец Эномая.
- Геракл. Захватывает Элиду после тяжелой войны. Его поход является прообразом так называемого «Возвращения Гераклидов».

## Царские династии
- Авгий.
- Агамеда. Из Элиды. Дочь Авгия, родила от Посейдона Диктиса[1]. Старшая дочь Авгия, жена Мулия[2]. См. en:Agamede
- Агасфен. (Агастен.) Сын Авгия[3], царь Элиды. Отец Поликсена[4]. См. en:Agasthenes
- Аксиоха. (или Астиоха) (en:Axioche) Нимфа, мать Хрисиппа от Пелопа. Либо Данаида[5].
- Актор (царь Элиды).
- Алектор. Царь Олена (Элеи). Опасаясь Пелопа, призвал Форбанта и передал ему царскую власть над Элидой[6].
- Алкидика. Дочь Алея[7]. Жена Салмонея, мать Тиро[8]. Алкидика
- Алксион. Отец Эномая (по версии)[9].
- Амфидамант. Отец Навсидамы[10].
- Амфимах (сын Ктеата).
- Анаксироя. Дочь Корона, жена Эпея, царя Элиды, у них дочь Гирмина[9].
- Аргей. Сын Пелопа[5].
- Астеродия. По версии, жена Эндимиона[11].
- Астидамия. Дочь Форбанта. Родила от Посейдона Кавкона[12]. en:Astydameia
- Аэфлий.
- Гарпина. Дочь Асопа. В Писе Арес вступил с ней в связь, и она родила Эномая[13]. Её статуя в Олимпии[14]. Её именем Эномай назвал основанный им город Гарпинат[15].en:Harpina
- Гипериппа. Дочь Аркада, жена Эндимиона (по версии)[11].
- Гиппас. Сын Пелопа[5].
- Гипподам. Сын Эномая. Участник Немейских игр в гонках колесниц[16].
- Гипподамия (дочь Эномая).
- Гирмина. Дочь Эпея и Анаксирои[9]. Жена Форбанта, мать Актора. В её честь Актор основал город Гирмину в Элиде[17]. Либо дочь Нелея, Никтея или Эпея, жена Форбанта, мать Авгия[18].
- Дий. Сын Пелопа[5].
- Диктис. Сын Посейдона и Агамеды, дочери Авгия[1]. См. en:Dictys
- Диспонт. Сын Эномая. Основал город Диспонт в Элиде[19].
- Еварета. По версии, дочь Акрисия, жена Эномая, мать Гипподамии[20].
- Еврикида. Дочь Эндимиона. Родила от Посейдона Элея[21].
- Еврит (сын Актора).
- Ифианасса. Жена Эндимиона, мать Этола (по одной из версий)[22].
- Калика. Дочь Эола[23] и Энареты[24]. Жена Аэфлия, мать Эндимиона.
- Киносур. Сын Пелопа[5].
- Корон. Отец Анаксирои, жены Эпея[9].
- Ктеат.
- Левкипп (сын Эномая).
- Летрей. Сын Пелопа. Основал город Летрины в Элиде[25].
- Молиона.
- Мулий.[26] Жена Агамеда (дочь Авгия). Убит Нестором[27].
- Навсидама. По версии, дочь Амфидаманта, родила от Гелиоса Авгия[10].
- Олимпия. Дочь Аркада, жена Писа. Изображалась на монетах, но упоминается лишь Пиндаром[28]. «Владычица правды», покровительница Олимпийских игр[29].
- Пелоп.
- Пелорида. Жена Агасфена, мать Поликсена[30].
- Перимеда. Мифическая колдунья[31]. Отождествляется с Агамедой у Гомера[32].
- Пис. (Пейс.) Сын Периера. Основал город Пису[33]. Участник состязаний на колеснице в честь погребения Пелия[34].
- Пис. (Пейс.) Сын Афарея и Арены[35]. Видимо, другая версия рассказа о предыдущем.
- Поликсен (сын Агасфена).
- Салмоней.
- Стеропа (плеяда).
- Тестал. Сын Геракла и Эпикасты, дочери Авгия[36].
- Фалпий.
- Ферефона. Дочь Дексамена. Жена Еврита, мать Фалпия[37].
- Фероника. (Ференика.) Дочь Дексамена. Жена Ктеата, мать Антимаха[37].
- Филей (сын Авгия).
- Форбант (сын Лапифа).
- Хрисипп (сын Пелопа).
- Хромия. Дочь Итона. Жена Эндимиона[11]. en:Chromia
- Эгей (сын Форбанта). Унаследовал царскую власть над Элидой[38].
- Элей. По версии, сын Тантала, давший имя Элиде[39].
- Элей.[39] Сын Посейдона и Еврикиды. Стал царем после Этола. По его имени жители стали называться элейцы вместо эпеев. Отец Авгия[21].
- Элий. Сын Пелопа[5]. См. Элей.
- Эндимион.
- Эномай.
- Эпей (сын Эндимиона).
- Эпикаста. Дочь Авгия. Родила Гераклу Тестала[36].
- Этол.

## Нимфы и божества
- Акмены. («Цветущие»). Эпитет нимф, чей жертвенник был в Олимпии[40].
- Алфей.
- Анигридские инмфы. Живут в пещере в Самике около реки Анигр (Элида)[41]. В древности река Анигр называлась Минией[42]. У подошвы гор[43].
- Аретуса.
- Иасис. (Ясис.) Нимфа (одна из четырёх Ионид), святилище у реки Кифер в Элиде[44].
- Иониды. (Иониады.) 4 нимфы, чье святилище у реки Кифер[44]. Излечивают болезни водами[45].
- Каллифаея. Нимфа (одна из четырёх Ионид), святилище у реки Кифер в Элиде[44].
- Кладей. Бог реки. Почитается элейцами[46]. Жертвенник в Олимпии[47]. См. en:Kladeos
- Пегея. Нимфа (одна из четырёх Ионид), святилище у реки Кифер в Элиде[44]. См. en:Pegaea
- Синаллеаксис. Нимфа (одна из четырёх Ионид), святилище у реки Кифер в Элиде[44].
- Сосиполид. («Спаситель города»). Божество, которому поклонялись элейцы. Дракон, рождённый Илифией. Изображен мальчиком, закутанным в хламиду, усеянную звездами, в руке рог Амалфеи[48].

## Прочие лица
- Амаринкей.
- Амфион.[49] Вождь эпеян, участник Троянской войны[50]. Спутник Эпея. Убит Энеем[51].
- Ахея. Её могила у реки Анигр (Элида), рядом с могилой Иардана[52].
- Гигант. Из Элиды, сын Гермеса и Гиереи[53].
- Гиерея. (Иерейя.) Родила от Гермеса сына Гиганта, из Элиды[53].
- Гиперох (Гипирох). Из Элиды, отец Итимонея[54].
- Гиперохид. По версии, отец Миртила[55].
- Диор. Сын Амаринкея. Из Элиды, воевода эпеян. Привел под Трою 10 кораблей[56]. Убит Пиросом[57].
- Дракий. Вождь эпеян, участник Троянской войны[50].
- Иам.
- Иардан. (Ярдан.) Могила Иардана у реки Анигр (Элида)[52]. en:Iardanus
- Иас[58]. По Гелланику, сын Форонея (или Триопа), брат Пеласга, получил Элиду[59].
- Ид.[60] Из Писы. Участник состязаний в беге на Немейских играх[61]. Участник похода против Фив[62].
- Ион. Сын Гаргетта. Переселился из Афин в Элиду. От него название нимф Иониды: 4 нимфы, чье святилище у реки Кифер[44].
- Ион. Из Писы. Участник похода против Фив. Убил Дафнея[63]. Убит Хромием[64].
- Исхен. Сын Гиганта, принес себя в жертву во время голода. Его могила в Олимпии пугала лошадей[65].
- Итимоней. Сын Гипероха. Из Элиды, убит Нестором[66].
- Ифит. Убитый Копреем[67]. Из Элиды.
- Кавкон (сын Келена).
- Килл. (Киллас.) Возница Пелопа, когда он победил Эномая (по рассказу в Олимпии)[46]. Колесничий Пелопа, правил областью Киллы. Его курган около святилища Киллейского Аполлона в Троаде[68].
- Клеобула. См. Феобула.
- Климен (сын Кардиса).
- Кодона. Вакханка из Элиды, участница индийского похода. Убита Морреем[69].
- Меланфия. Дочь Алфея. Родила от Посейдона дочь Ирину[70].
- Миртил.
- Молпида. Во время засухи в Элиде предложила себя в жертву Зевсу Омбрию, её похоронили на полях Летрины[71].
- Наркей. Из дема Ортия в Элиде. Сын Диониса и Фискои. Стал воевать с соседями и достиг большой власти, основал храм Афины Наркеи, ввел поклонение Дионису[72].
- Олений. По версии, житель Элиды, хороший наездник, его могила на ипподроме названа Тараксипп. По его имени Оленийская скала[73].
- От. Из Киллены, вождь эпеян. Друг Мегеса, участник Троянской войны. Убит Полидамантом[74].
- Пиленор. Кентавр. Пораженный стрелой Геракла, омыл свою рану в реке Анигр (Элида), отчего её воды получили отвратительный запах[75].
- Сфер. Возница Пелопа, когда он победил Эномая (в Олимпии его называют Киллас)[46]. Могила и памятник на острове Сферия (Гиера) близ Трезена[76].
- Тараксипп.
- Феобула. (Теобула.) Родила от Гермеса Миртила[77].
- Фиктей. Из Элиды. Амаринкеид. Отец Гиппострата[78].
- Фискоя. Родом из долины Элиды, дема Ортия. Родила от Диониса сына Наркея. Вместе с сыном впервые ввела поклонение Дионису. Установила хор наряду с хором Гипподамии[72].
- Флегий. Из Писы. Участник Немейских игр в метании диска[79].
- Элафион. Жительница Элеи. Кормилица Артемиды, поэтому в Элиде есть обряды Артемиды Элафиеи. По Павсанию, богиню так называют из-за охоты на оленей (элафой)[80].

## Трифилия
- Кавкон. Сын Посейдона и Астидамии, отец Лепрея[12].
- Лепрей.
- Лепрея. Дочь Пиргея. По версии, поселилась в местности города Лепрей, откуда и происходит название города[81].
- Пиргей. Отец Лепрея и Лепреи[82].

## Животные
- Фаэтон. Один из быков Авгия, посвященный Гелиосу. Укрощен Гераклом[83].
- О конях см. Список имён животных в древнегреческой мифологии

## Поздний период
- Агорий. Сын Дамасия, правнук Ореста. Переселился из ахейского города Гелики в Элиду по призыву Оксила[84].
- Амфимах (сын Поликсена). Царь Элиды. Отец Элея[85]. См. en:Amphimachus
- Дегмен. Элеец, стрелок из лука. Во время дорийского вторжения участвовал в единоборстве с этолийцем Пирехмом и был убит[86].
- Клитий. Сын Алкмеона и Арсинои. Из Фегеи переселился в Элиду. От него происходил род прорицателей Клитидов[87].
- Лаиас. Сын Оксила. Царь Элиды. Его потомки не были царями. Одним из них был Ифит, современник Ликурга, восстановивший Олимпийские игры[88]. См. Лаий
- Оксил (сын Гемона).
- Пиерия. Жена Оксила, царя Элиды[89].
- Элей (сын Амфимаха).
- Этол. Сын Оксила и Пиерии. Умер раньше родителей. По вещанию оракула, тело не должно лежать ни внутри города, ни вне. Его похоронили в воротах, ведущих в Олимпию. Каждый год ему приносят жертвы как герою[89]. См. Этол
- Эсхин. По версии, лучник, противник Пирехма[90]. См. Дегмен.

Полумифические фигуры:
- Ифит (царь Элиды).
- Клеосфен. Сын Клеоника. Царь Писатиды, участвовал в договоре Ифита и Ликурга[91].
- Клитиды. Род в Элиде, известный своими прорицаниями[92].
- Кореб. Первый олимпийский победитель. По версии Полибия и Аристодема из Элеи, первый записанный в 27 олимпиаду[93].

## Топонимы
- Альтис. Священный участок в Олимпии.
- Дима. Город кавконов, разрушенный эпейцами[94].
- Иардан. Река, у которой воевали пилосцы и аркадяне[95]. По одному рассказу, река Акидант в Элиде ранее называлась Иардан[96].
- Лепрейон. Град кавконов[97]. Город в Трифилии.
- Олен. Город в Элиде[98].
- Пеней. Реки в Фессалии и Элиде[99]. У её вод Дафна превратилась в дерево[100]. Пеней (речной бог)
- Олимпийские игры[101].
- Пилос. В Трифилии[102].
- Пирг. Город элейцев в Трифилии.
- Писа. Город[103].
- Птелеон. Город в Элиде.
- Салмона. Один из 8 городов, на которые делилась Писатида[104].
- Трифилия. Область. Туда выведены современниками Фераса колонии минийцев из Спарты, основаны города Лепрей, Макист, Фриксы, Пирг, Эпий и Нудий[105].
- Элейцы. Жители[106].
- Элида. Область[107]. Персонификация Элиды была изображена в Олимпии[108].
- Энипей. Река в Элиде, приток Алфея[45].
- Эпеи. Жители Элиды по имени Эпея[21]. Возможно, из «эквийой» (конники)[109]. Вряд ли родственно микен. e-qe-ta (hequetas, «спутник, сопровождающий») — название должности или социального класса[110].
- Эфира. Город в Элиде, «у вод Селлеиса», который упоминает Гомер[111].
- Пелопоннес (Апия)[112].
- Пелопоннесцы[113].